# Berto Romero
Alberto Romero Tomás (Cardona, 17 de noviembre de 1974), más conocido como Berto Romero, es un humorista, guionista, actor y director español. Participó en los programas Buenafuente (La Sexta), Buenas noches y Buenafuente (Antena 3) y En el aire (La Sexta), y fue columnista del diario Público. También fue colaborador del programa Late Motiv en #0 de Movistar+. Su sección trataba de un consultorio en el que respondía a las preguntas que le enviaban los telespectadores.
Desde 2013, presenta junto a Andreu Buenafuente el programa de radio de la Cadena SER Nadie sabe nada, donde improvisan temas propuestos por los radio oyentes. 
En el ámbito de la ficción, ha escrito y protagonizado las series Mira lo que has hecho y El otro lado.

## Biografía
Nació el 17 de noviembre de 1974 en la ciudad de Manresa (Barcelona), aunque toda su infancia la vivió en Cardona, donde parte de su familia trabajaba en la explotación minera de la Montaña de sal de este pueblo. Tres de sus abuelos eran emigrantes murcianos, dos de La Unión y uno de Torre-Pacheco.
Junto con Miquel Company, Paco Hernández y Rafel Barceló, es uno de los fundadores de la compañía teatral El Cansancio, con la que interpretarían varias obras por locales y teatros de Cataluña. Más tarde realizarían programas humorísticos de radio autonómicos. Comenzó a trabajar en varios programas para la radio catalana, RNE Ràdio 4. Ha colaborado en diversos programas de la Cadena SER (Radio Barcelona), Catalunya Ràdio, RAC 1 y Ràdio Flaixbac, entre otros, junto con su grupo teatral.

### Carrera en radio y televisión
Sus primeras apariciones fueron en programas de la televisión catalana TV3, donde tenía un programa propio titulado El gran què, y más tarde como monologuista en un programa de El Terrat para el canal privado catalán 8tv llamado Que no surti d'aquí («Que no salga de aquí»).
Desde 2007 hasta 2011 trabajó en el programa Buenafuente, primero de forma esporádica cuando el programa se emitía en Antena 3 (donde realizó algunos monólogos y cantó canciones humorísticas como Tunéame doctor Juan, junto con Iván Rodríguez ''El Lagarto'' a la guitarra) y, cuando Buenafuente fichó por La Sexta, como colaborador principal y guionista. Poseía una sección propia llamada «Bertovisión», en la que analizaba los medios de comunicación, en especial los escritos, poniendo especial énfasis en las fotografías, que más tarde fue sustituida por una sección sobre la actualidad, junto con Andreu Buenafuente. Además también participó con «Berto mansión», un proyecto en el que los espectadores podían enviar lo que no quisieran o utilizaran para que se construyese una casa, en la cual luego se grabarían unos capítulos de comedia, dando lugar a una nueva sección del programa llamada «Berto mansión: la serie». A diferencia de la radio y el teatro, sus apariciones en televisión son en solitario. 
Aprovechando su tirón mediático, en abril de 2008 editó con Xavi Tribó su primer libro, Cero estrellas (Zero estrelles en su edición catalana), protagonizado por un hipotético crítico, Antonín Fajardo, personaje nacido de una colaboración radiofónica en el programa La taverna del llop de Ràdio 4.
Durante el verano de 2008, la cadena La Sexta decidió que sería el presentador del programa Buenafuente, mientras Andreu Buenafuente estaba de vacaciones, dándole así mayor responsabilidad al cargo del espacio como subdirector del programa[cita requerida]. En este período, el programa se emitió bajo el nombre de «Buenafuente ha salido un momento», en el que había secciones diversas como «Rompe el hielo con Berto».
El 15 de marzo de 2009, estrenó en el prime time de La Sexta su propio talk show cómico, El programa de Berto, producido por El Terrat. Sin embargo, el programa fue retirado después de tres emisiones, que registraron una cuota de pantalla media del 3,8 %, muy por debajo de la media de la cadena (6,7 % en marzo de 2009).
El 22 de abril de 2009, participó de manera muy breve en el sketch "El caso del eslabón perdido" del programa Muchachada Nui.
En la temporada 2009/2010 se incorporó como colaborador del magacín Divendres, emitido por TV3 y producido por El Terrat, trabajo que compatibilizó con su papel en Buenafuente.
El 27 de octubre de 2009, salió a la luz la serie Zombis en el canal de Youtube de El Terrat. La protagonizan Berto Romero y Rafael Barceló, guionista del programa Buenafuente. La serie en línea contó con una temporada de 9 capítulos y a partir del 28 de enero de 2011 se estrenó en el canal TNT (España) la segunda temporada, que cuenta con la incorporación de Silvia Abril.
En Nochevieja de 2009 presentó, junto a Ana Morgade, el programa de las campanadas de fin de año de La Sexta, titulado Cómo superar el Fin de Año. En Nochevieja de 2010 las volvió a dar con Ana Morgade en El 2011 con Berto Romero y Morgade.
El 30 de junio de 2011 en el programa Buenafuente de La Sexta protagonizó un videoclip junto a los Border Boys llamado Me lo tiro. Se convirtió en récord de descargas en iTunes en la siguiente semana y fue trending topic en Twitter durante dos días.
Recorrió durante diez meses (temporada 2008-2009) algunos de los teatros más importantes de la geografía española, con el espectáculo Terrat Pack, junto con Jordi Evole, José Corbacho y Andreu Buenafuente. Más tarde realizarían la gira 2011 junto con José Corbacho, Ana Morgade y Andreu Buenafuente.
Desde el 7 de febrero de 2013 continúa su carrera teatral con un nuevo espectáculo, Berto Romero - Sigue con nosotros, con el que viaja por toda España cosechando grandes éxitos. De acuerdo a lo mencionado en una entrevista dada a la Cadena Ser, la última función tuvo lugar en junio de 2017.
El 30 de junio de 2013 comienza el programa de radio Nadie sabe nada, en el que junto a Andreu Buenafuente, trata de resolver de manera improvisada, las preguntas que envían los oyentes sacándolas al azar de una urna. Tras dos veranos de emisión, desde la tercera temporada se emite semanalmente durante el año.
En noviembre de 2013 Andreu Buenafuente se embarca en un nuevo proyecto televisivo para La Sexta, En el aire, para el cual cuenta una vez más, como factor imprescindible, con Berto Romero, quien será colaborador y copresentador del programa. En esta ocasión el papel de Berto será más significativo que en formatos anteriores, dará juego en todo momento y protagonizará grandes secciones de improvisación mano a mano con Buenafuente. El programa finalizó tras dos temporadas debido al fichaje de Andreu Buenafuente por parte de Movistar+.
A finales de 2015 se confirmó su colaboración de nuevo en el nuevo proyecto de su amigo y compañero Andreu Buenafuente, Late motiv, que se estrenó el 11 de enero de 2016 en #0 de Movistar+, en el cual hace una sección dedicada a resolver las consultas que le envían los telespectadores llamada «El consultorio de Berto». El 18 de mayo de 2017 hizo el último consultorio de la segunda temporada ausentándose porque el rodaje de su serie lo iba a mantener ocupado. Debido a la convalecencia por enfermedad de Andreu Buenafuente el día 3 de octubre de 2017, presentó él el programa, haciendo viral su monólogo en el que expuso el paralelismo entre las peleas de sus hijos y cómo se estaban desarrollando los acontecimientos alrededor del Referéndum de independencia de Cataluña de 2017.
El 31 de diciembre de 2017 presentó junto a Andreu Buenafuente el especial de Nochevieja Late motiv sin red, un programa de una hora de duración con el mismo formato que Nadie sabe nada, que también copresentan en la radio.
En febrero de 2018, se estrenó la serie Mira lo que has hecho, producida por El Terrat, en Movistar+. En ella, comparte protagonismo con Eva Ugarte, la dirige junto a Carlos Therón y es responsable del guion junto a Rafel Barceló y Enric Pardo.

## Teatro
- Historias del cantautor paródico y su embarrenamiento precoz
- El desafío de los hombres medianos
- La apoteosis necia (2004-2011)
- Terrat Pack (2008-2012).
- El consuelo del labriego (2009)
- Berto Romero - Sigue con nosotros (2013-2017)
- Mucha tontería (2017-2023)
- Lo nunca visto (2023-actualidad)

### La apoteosis necia
La compañía El Cansancio empezó sus andaduras en el mundo del teatro y el humor el año 2004 con su monólogo La apoteosis necia. Era un texto atrevido, que combinaba humor inteligente y canciones escritas por el propio Berto y acompañadas por un guitarrista (Marc Martínez, que más tarde sería sustituido por Iván Rodríguez).
Con este monólogo, El Cansancio empezó a recorrer pueblos y teatros de España y empezó a recoger los frutos de años de trabajo. Finalmente, y tras siete años de gira por España, Berto, Iván y Miquel (el director), pusieron punto final a la representación de este monólogo en el Teatro Coliseum de Barcelona, en tres únicas funciones los días 1, 2 y 3 de octubre de 2010. Estas tres únicas funciones contaron con los cameos de José Corbacho; el humorista Godoy; el guitarrista del programa Buenafuente, Joan Eloi Vila; el grupo The Pinker Tones; el primer guitarrista, Marc Martínez; el follonero, Jordi Évole y el responsable de catapultar a Berto a la fama, Andreu Buenafuente.

### Terrat Pack
Recorrió durante diez meses (temporada 2008-2009) algunos de los teatros más importantes de la geografía española, con este espectáculo, junto con Jordi Evole, José Corbacho y Andreu Buenafuente. Más tarde realizarían la gira 2011 sustituyendo a Jordi Évole por Ana Morgade.

### Berto Romero - Sigue con nosotros
Desde el 7 de febrero de 2013 hasta el 16 de junio de 2017 representó este espectáculo por toda España. En él volvía a contar con Iván Rodríguez a la guitarra, quien incluso tenía un pequeño papel en la obra. Con su colaboración cantaba canciones como Te quiero normal o Tocha, que también ha cantado en la televisión. El espectáculo sigue la misma línea que La apoteosis necia, solo que teniendo presente que él ya no es un chaval, sino un padre de tres hijos con una carrera de cómico consolidada, ya en la cuarentena.

### Mucha tontería
El 20 de diciembre de 2017 estrena en la Sala BARTS de Barcelona este espectáculo, que después ha seguido interpretando en otras ciudades como Sevilla, Madrid o La Coruña. En febrero de 2020 tiene confirmada una nueva temporada en Barcelona.

## Radio
- La taverna del llop, colaborador con la sección El crític total (2002, Ràdio 4).
- Ultimàtum a la Terra (2003, Ràdio 4).
- Una mala tarda la té qualsevol (2004, Ràdio 4).
- Dia a la vista, colaborador con las secciones Univers Romero y La competència (2004, Ràdio 4).
- L'incident Kàplan (2005, Ràdio 4).
- Ramón (2005, para internet).
- El ombligo de la luna, colaborador con la sección Cuarto menguante (2006, RNE 1).
- El matí i la mare que él va parir, colaborador (2007-2008, Ràdio Flaixbac).
- Nadie sabe nada (2013-actualidad, Cadena SER).

## Televisión

### Programas
- El gran què (2007, TV3)
- Que no surti d'aquí, monologuista (2007, 8tv).
- Buenafuente, ocasional (2007, Antena 3).
- Buenafuente, colaborador fijo (2007-2011, La Sexta).
- Terrat Pack (2009, La Sexta).
- El programa de Berto (2009, La Sexta).
- Divendres, colaborador (2009-actualidad, TV3).
- Buenas noches y Buenafuente (2012, Antena 3).
- El club de la comedia (2013-2015, La Sexta).
- En el aire (2013-2015, La Sexta).
- MovieBerto (2014-2015, Paramount Channel).
- Late motiv, colaborador (2016-2021, Movistar+).
- Ovejas eléctricas (2024-presente, La 2).
- El consultorio de Berto (2024-presente, Movistar+).
- Futuro imperfecto (2025-presente, La 1).

### Series
- Zombis (2009-2011, TNT).
- Con el culo al aire (2014, Antena 3).
- Dos salaos en modo random (2016, Venga Monjas).
- Mira lo que has hecho (2018-2020, Movistar+).
- El otro lado (2023, Movistar+).

## Filmografía

### Largometrajes
| Año  | Película                   | Personaje  | Director                           |
| ---- | -------------------------- | ---------- | ---------------------------------- |
| 2009 | Spanish Movie              | Pitufo     | Javier Ruiz Caldera                |
| 2013 | 3 bodas de más             | Pedro      | Javier Ruiz Caldera                |
| 2013 | Como todas las mañanas     |            | Toni Nievas                        |
| 2015 | Losers                     |            | Oriol Pérez Alcaraz y Serapi Soler |
| 2015 | Anacleto: Agente secreto   | Martín     | Javier Ruiz Caldera                |
| 2015 | Ocho apellidos catalanes   | Pau Serra  | Emilio Martínez-Lázaro             |
| 2015 | Barcelona nit d'hivern     | Manel      | Dani de la Orden                   |
| 2016 | El pregón                  | Richi      | Dani de la Orden                   |
| 2017 | Algo muy gordo             | Dani Tomás | Carlo Padial                       |
| 2018 | El mejor verano de mi vida | Rafa       | Dani de la Orden                   |
| 2018 | Tiempo después             | Agustín    | José Luis Cuerda                   |
| 2021 | Mamá o papá                | Edu        | Dani de la Orden                   |

### Cortometrajes
| Año  | Película    | Personaje          | Director            |
| ---- | ----------- | ------------------ | ------------------- |
| 2004 | Rendez-vous | Alberto            | Rafael Barceló      |
| 2009 | Sótano      | Hombre secuestrado | Jon Cortegoso       |
| 2015 | 2037        | Marc               | Enric Pardo         |
| 2015 | Hostiable   | Gonzalo            | David Galán Galindo |
| 2017 | Talismán    |                    | Carlos Therón       |

## Libros
- Cero estrellas (2008).[30] Con Xavi Tribó. Prólogo de Andreu Buenafuente Ediciones El Bronce. ISBN 84-8453-183-X
- Lo que vendría a ser la televisión en España (2011). Según Buenafuente y El Terrat. Editorial Planeta. ISBN 9788408107187
- Colaboración en Practicar sexo es fácil (si sabes cómo) (2012). De Oriol Jara, Roger Rubio y Rafel Barceló. El Terrat. Editorial Planeta.
- Padre, el último mono (2012). Con Oriol Jara, Roger Rubio y Rafel Barceló. Editorial Planeta. ISBN 9788408003953
- Prólogo de Todas las chicas besan con los ojos cerrados (2012). De Enric Pardo. ISBN 9788439726371
- Prólogo de Soy tu príncipe azul pero eres daltónica (2014). De Paco Caballero. ISBN 9788494080173
- En ocasiones veo pelis. el libro de MovieBerto (2015). Con Rafel Barceló. Prólogo de Javier Ruiz Caldera. Editorial Planeta. ISBN 9788408139430

## Premios
- 2014 - Nominado - Premio Goya al mejor actor revelación[31]
- 2015 - Mejor Actor - Premiado - Berto Romero por 2037 de Enric Pardo. Festival Al Corto 2015. Alcobendas, Madrid.[32]
- 2019 - Premio Ondas por Nadie sabe nada[33]
- 2020 - Premio Ondas por su serie Mira lo que has hecho.

## Otros datos
- La parodia de Seat Makinero, uno de los primeros fenómenos en Internet en España (2003), fue ideada por miembros de su compañía teatral. Él puso la voz.[34]
- Al inicio de su carrera artística usaba gafas sin cristales ya que no tenía falta de vista pero le ayudaban a superar su timidez como así lo contaba en su espectáculo La apoteosis necia y para demostrarlo metía los dedos por donde tendrían que haber estado los cristales de las gafas. Él mismo ha confirmado que actualmente sí lleva gafas graduadas para leer.
- Fue Berto quien puso letra a la canción Borracha del grupo Strombers. Este grupo de música es de Cardona.[35]
- El 21 de octubre de 2010 tuvo con Marta Bercebal su primer hijo, Lucas y en 2013, fueron padres de Paula y Tomás, mellizos.[36][37][38]